# Линда Фрайди
Линда Фрайди (англ. Linda Friday), также Фрайди (настоящее имя — Элизен Фавн Гири, англ. Elizen Fawn Geary, род. 14 июля 1971, Сейлем) — американская порноактриса, лауреатка премий AVN Awards и XRCO Award.

## Биография
Родилась 14 июля 1971 года в Сейлеме, Орегон. Первоначально работала танцовщицей и мастером маникюра. В порноиндустрии дебютировала в 2000 году, в возрасте около 29 лет.
В январе 2000 года прошла операцию по увеличению груди с размера 100 (34B) до размера 120 (38DD).
Имеет татуировку в виде буквы «F» на лобке, пирсинга нет. Была замужем три раза (1990—1995, 1996—1999, 2003-настоящее время).
Ушла из порноиндустрии в 2015 году, снявшись в 248 фильмах.

## Награды и номинации
- 2003 AVN Awards: Лучшая сцена группового секса (победа) за The Fashionistas (2002) (вместе с Тейлор Сент-Клэр, Шэрон Уайлд и Роко Сиффреди)[8]
- 2003 XRCO Award: Лучшая сцена группового секса (победа) за The Fashionistas (2002) (вместе с Тейлор Сент-Клэр, Шэрон Уайлд и Роко Сиффреди)
- 2003 AVN Awards: Лучшая лесбийская сцена (видео) (номинация)[9] за Still Up in This XXX (вместе с Алексис Амор)
- 2004: AVN Awards: Лучшая сцена орального секса (видео) (номинация) за Blow Me Sandwich 3

## Избранная фильмография
- 2002/03: Ass Worship 3 & 4
- 2003: The Fashionistas
- 2003: Flesh Hunter 6
- 2004: Thank God It’s Friday